# Ubocze (Gryfów Śląski)

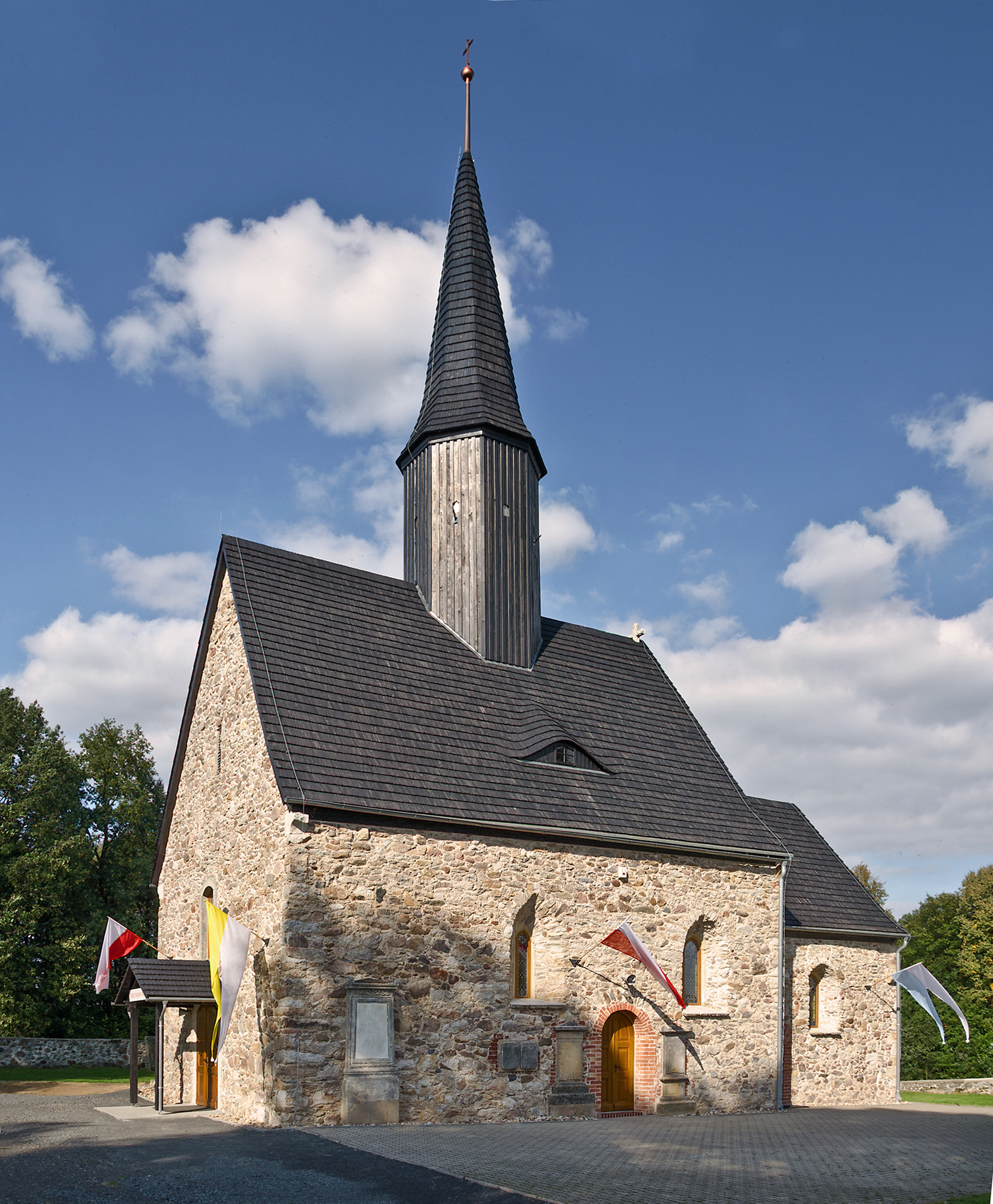
Katholische Kirche Schosdorf

Ubocze ([uˈbɔt͡ʂɛ], deutsch Schosdorf) ist ein Ort in der Stadt- und Landgemeinde Gryfów Śląski im Powiat Lwówecki der Woiwodschaft Niederschlesien in Polen.